# لسرا
لسرا (به اسپانیایی: Lécera) یک دهستان در اسپانیا است که در استان ساراگوسا واقع شده‌است. لسرا ۱۰۹ کیلومتر مربع مساحت و ۷۷۷ نفر جمعیت دارد.